# Hypnotic Dirge Records
Hypnotic Dirge Records ist ein im Jahr 2008 gegründetes Plattenlabel aus Kanada, das hauptsächlich Metal-Bands aus den Substilen des Doom und Extreme Metals unter Vertrag nimmt und diese ohne Profit-Interesse verlegt.

## Geschichte
Nicolas Skog gründete Hypnotic Dirge Records 2008 in Saskatchewan. Skog interessierte sich hierbei besonders für den Prozess aus Werbung, Vertrieb und Produktion. Initial war der Wunsch sein Dark-Ambient-Projekt Ancient Tundra selbst zu veröffentlichen. Hierzu begann Hypnotic Dirge Records als kleines Do-it-Yourself-Label, das neben eigenen Projekten auch jene von Freunden und Bekannten herausgab. Anfänglich als simples DIY-Label ohne Ambition geplant, begann Skog mit zunehmender Aktivität, circa 2010, professionalisierte Skog das Unternehmen. Die ersten Jahre erschienen Veröffentlichungen als Pro-CD-R, mit teils minderwertiger Gestaltung. Im Jahr 2014 beklagte das Label nachhaltig Verluste, woraufhin Skog die Arbeit vorübergehend pausieren ließ und im folgenden Jahr mit einem Ansatz der Selbstfinanzierung des Unternehmens fortfuhr.
Das Label ist mittlerweile in dem zur Verwaltungseinheit British Columbia zugehörigen Ort Esquimalt ansässig. Seit Bestehen veröffentlichte das Label Interpreten des Post-Industrial, Post-Black-Metal mit einem Schwerpunkt auf atmosphärische Spielweisen des Post-Black- und Depressive-Black-Metal sowie des Death-Doom.

## Konzept
Skog bezeichnet Hypnotic Dirge Records als Non-Profit-Label. Jeder Erlös bleibt im Umlauf des Unternehmens und kommt unmittelbar den Werbe-, Produktions-, Vertriebs- und Versandkosten zu. Er sei dabei bestrebt „alles zu tun, um jedes Release so gut wie möglich zu unterstützen und gleichzeitig die langfristige Nachhaltigkeit“ des Labels als Unternehmen und Marke zu gewährleisten. Dem Ideal entsprechend veröffentlicht Hypnotic Dirge Records neben physischen Tonträgern alle Veröffentlichungen des Labels als Musikdownload via Bandcamp ohne Mindestgebühr.

## Interpreten (Auswahl)
- Altars of Grief
- Eye of Solitude
- The Haunting Green
- Il Vuoto
- Immensity
- Lycanthia
- Marche Funèbre
- Norilsk
- NONE
- Omination
- Subterranean Disposition
- Vin de Mia Trix
- Womb